# 카바레 (영화)
《카바레》(Cabaret)는 1972년 공개된 미국의 뮤지컬 영화로, 동명의 뮤지컬을 원작으로 한다.
1995년 이 영화는 미국 의회도서관에 의해 문화적으로, 역사적으로, 미적으로 중요성을 인정받아 미국 국립영화등기부에 선정, 보존되었다.

## 줄거리
1931년, 바이마르 공화국의 몰락기에, 미국에서 온 댄서 샐리 보울스는 베를린의 킷 캣 클럽에서 공연하며 생계를 유지한다. 영국인 브라이언 로버츠가 샐리가 사는 하숙집에 들어오고, 샐리는 그를 유혹하려 하지만 브라이언이 게이라는 사실 때문에 실패한다. 그럼에도 불구하고 두 사람은 서로 가까워져 연인 관계로 발전하고, 부유하고 양성애자인 귀족 막시밀리안 폰 호이네가 그들 앞에 나타난다.
막시밀리안은 곧 샐리와 브라이언에게 싫증을 느끼고 아르헨티나로 이주하면서 그들에게 큰 재산을 남긴다. 막시밀리안이 떠난 후, 샐리는 자신이 임신했다는 것을 알게 되지만, 아이의 아버지가 브라이언인지 막시밀리안인지 확신할 수 없어 혼란스러워한다. 이 상황에서 브라이언은 아이의 아버지가 누구든 상관없이 그와 결혼해 캠브리지로 돌아가자고 제안한다. 하지만 자유분방한 댄서로서의 삶에 익숙해진 샐리는 평범한 가정생활을 두려워하고, 브라이언에게 말하지 않고 혼자서 낙태를 결심한다. 브라이언은 이 사실을 알고 화를 내며 혼자 영국으로 돌아간다. 샐리는 다시 킷 캣 클럽에서 무용수로 돌아가지만, 클럽의 관객석은 나치들로 가득 차 있음을 보며, 화려했던 바이마르 공화국의 시대가 다시는 오지 않을 것임을 강하게 시사하며 이야기는 마무리된다.

## 출연

### 주연
- 라이자 미넬리
- 마이클 요크
- 헬머 그리엄
- 조엘 그레이

### 조연
- 프리츠 웨퍼
- 마리사 베렌슨
- 엘리자베스 뉴먼-비에털
- 헬렌 비타
- 시그리드 본 리치도펀
- 게드 베스퍼먼
- 랄프 울터
- 조지 하트먼
- 릭키 레니
- 에스트론고 나카마

## 기타
- 각색: 존 밴 드루턴
- 원작자: 크리스토퍼 아이셔우드
- 협력프로듀서: 해롤드 네벤절
- 미술: 한스 저근 카이바크
- 미술: 롤프 제헷보어
- 의상: 샤롯 플레밍
- 배역: 리네이트 뉴클